# سوراخ‌کاری زبان
سوراخ‌کاری زبان (به انگلیسی: Tongue piercing) نوعی از سوراخ‌کاری بدن است که معمولاً به‌طور مستقیم در مرکز زبان انجام می‌پذیرد. در حالی که سوراخ‌کاری زبان به عنوان یکی از محبوب‌ترین محل سوراخ‌کاری در جهان غرب به‌شمار می‌رود، اما محبوبیت آن از سال ۲۰۱۱ کاهش یافته‌است و در میان متداول‌ترین سوراخ‌کاری‌های بدن در بین مردان و زنان، از رتبهٔ دوم به چهارم سقوط کرده‌است.سوراخ‌کاری زبان استاندارد، یا ایجاد یک سوراخ در وسط زبان، رایج‌ترین و مطمئن‌ترین راه برای سوراخ کردن زبان است. در این روش برای سوراخ کردن زبان از جواهرات سبک وزنه عمودی استفاده می‌شود، و به دلیل گردش مکرر زبان در داخل دهان، اندازه این جواهرات بسیار حائز اهمیت است.
سوراخ‌کاری زبان از دههٔ ۱۹۸۰ روند رو به رشدی در میان جوانان داشته‌است و به یکی از محبوبیت‌ترین سوراخ‌کاری‌ها در کنار دیگر سوراخ‌کاری‌های بدن در محل‌های غیرمعمول همانند ابرو، بینی، لب، ناف و نوک پستان تبدیل شده‌است. با وجود اینکه سوراخ‌کاری زبان عملی نسبتاً جدید در جوامع مختلف محسوب می‌شود، اما از پیشینه‌ای کهن برخوردار است و در تمدن و فرهنگ آزتک‌ها و مایاها این عمل انجام می‌گرفت. اما این عمل بخشی از مراسم مذهبی آن‌ها به‌شمار می‌رفت و آن را به عنوان پیشکش فداکارانه برای ایزدان، توسط تحمل درد و اظهار افتخار یک فرد انجام می‌دادند.

## خطرات
خطرات و عوارض مستند در ارتباط با سوراخ‌کاری زبان شامل عفونت از طریق خون، زخم ایجاد شده توسط سوراخ کردن، علاوه بر تورم زبان و خون‌ریزی در داخل دهان، سبب ایجاد تعداد زیادی باکتری در دهان می‌شود، بعلاوه باکتری‌هایی که از طریق اشیاء تزئینی و جواهرات خطر ابتدا به عفونت را دو چندان می‌کند. سوراخ‌کاری‌های مرتبط با دهان همچنین یکی از عوامل انتقال هپاتیت ب و سی، اچ‌آی‌وی، هرپس سیمپلکس، سل و کزاز است. تورم زبان باعث جلوگیری از راه هوایی، خطر خفگی به دلیل بلعیدن جواهرات شل شده و آسیب به لثه‌ها و حتی شکستن دندان‌ها را به دنبال دارد.